# Marie-Louise de Thimbrune de Valence

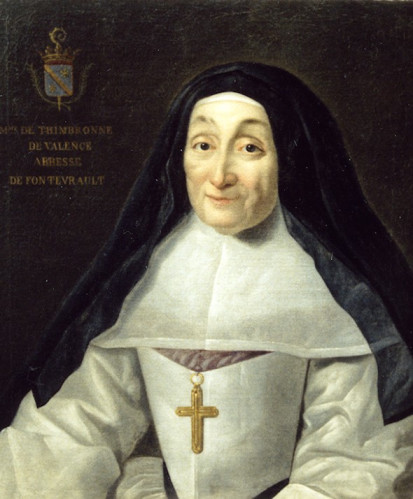
Marie-Louise de Thimbrone de Valence

Marie-Louise de Thimbrune de Valence (* 1681; † 6. Mai 1765 in Fontevraud-l’Abbaye) war Äbtissin der königlichen Abtei Fontevraud.

## Leben
Marie-Louise de Thimbrune (auch Thimbrone) de Valence wurde 1681 als Tochter von Jean-Emmannuel de Timbrune, Marquis de Valence, und Charlotte de La Rochefontenille geboren. Mit zehn Jahren trat sie in das Internat von Fontevraud ein, mit vierzehn Jahren nahm sie den Schleier und legte mit sechzehn Jahren ihre Profess ab. Zunächst war sie Nonne (später Priorin) im Priorat Paravis in Feugarolles, bis sie 1750 als Großpriorin in die Mutterabtei berufen wurde.
Nach dem Tod ihrer Vorgängerin Louise-Claire de Montmorin de Saint-Hérem zur Äbtissin von Fontevraud (und damit Generaloberin der gleichnamigen Kongregation mit über 50 Prioraten) ernannt, reiste sie nach Versailles, wo sie Ludwig XV. vorgestellt wurde, der ihr eine jährliche Rente von 4000 Pfund zuwies und ihr erlaubte, eine Priorin für das Kloster Filles-Dieu in Paris zu wählen. Danach, am 26. Juni 1754, erhielt sie in der Kirche von Saint-Cyr die Benediktion durch den Bischof von Meaux, Antoine-René de La Rochefontenille, ihren Cousin. Am 9. Juli zog sie in Fontevraud ein.
Marie-Louise de Thimbrune verbesserte die Gottesdienste und die Lebensbedingungen der Nonnen. Sie erlaubte den Kranken, Fleisch zu essen. Die Äbtissin restaurierte die defekten Gebäude der Abtei, richtete die Krankenstation neu ein und ließ ein Noviziat errichten. Sie starb in der Nacht vom 6. auf den 7. Mai 1765 und wurde am 10. Mai in der Äbtissinnenkrypta beigesetzt. Ihr folgte ihre Großpriorin Julie-Gillette de Pardaillan d’Antin.